# Fosforrösslerita
La fosforrösslerita és un mineral de la classe dels fosfats. Va rebre el nom per Friedrich Robitsch el 1939 per la seva relació química amb la rösslerita, i el seu contingut en fòsfor.

## Característiques
La fosforrösslerita és un fosfat de fórmula química Mg(PO₃OH)·7H₂O. Cristal·litza en el sistema monoclínic. La seva duresa a l'escala de Mohs és 2,5. Es deshidrata fàcilment convertint-se en newberyita.
Segons la classificació de Nickel-Strunz, la fosforrösslerita pertany a «08.CE: Fosfats sense anions addicionals, amb H₂O, només amb cations de mida mitjana, RO₄:H₂O sobre 1:2,5» juntament amb els següents minerals: chudobaïta, geigerita, newberyita, brassita, rösslerita, metaswitzerita, switzerita, lindackerita, ondrušita, veselovskýita, pradetita, klajita, bobierrita, annabergita, arupita, barićita, eritrita, ferrisimplesita, hörnesita, köttigita, manganohörnesita, parasimplesita, vivianita, pakhomovskyita, simplesita, cattiïta, koninckita, kaňkita, steigerita, metaschoderita, schoderita, malhmoodita, zigrasita, santabarbaraïta i metaköttigita.

## Formació i jaciments
Va ser descoberta a la mina Stüblbau, una de les mines d'or de Schellgaden, a Muhr, dins el districte de Tamsweg (Salzburg, Àustria). També ha estat descrita a la mina Roßblei, situada al districte de Liezen (Estíria, Àustria), i a Raton, al comtat de Colfax (Nou Mèxic, Estats Units). Aquests tres indrets són els únics de tot el planeta on ha estat descrita aquesta espècie mineral.